# امپراتور تنمو
تِنمو یا امپراتور تِنمو (به ژاپنی: 天武天皇 Tenmu tennō)، (متولد: ۶۳۱، درگذشت: ۱ اکتبر ۶۸۶)، چهلمین امپراتور ژاپن بود، که بر طبق نظم و روال سنتی جانشینی، در این سرزمین به قدرت رسید.
او قبل از رسیدن به قدرت شاهزاده اوآما (大海人皇子:Ōama no ōji) نام داشت.
دوران سلطنت تنمو، از ۶۷۲ تا زمان مرگش در ۶۸۶ به طول انجامید.

## اقدامات مهم
امپراتور تِنمو، هنگامی‌که در سال ۶۷۳ میلادی به فرمانروایی رسید، فرمان داد که روایات و گزارش‌های تاریخی به یاد مانده را گردآوری کنند و این وظیفه را به بانویی به نام هیدا نواره، که موجودیت او به اثبات نرسیده است، وانهاد. پس از مرگ امپراتور تِنمو، هیدا نواره حامی خود را از دست داد و ده سال بعد از مرگ تِنمو، کوجیکی توسط هیدا نواره تألیف شد.
تِنمو فرمان داده بود که روایات و تاریخ کهن ژاپن گردآوری شود و کوجیکی با توجه به خواست تنمو، کتابی است، متکی بر روایات تاریخ اسطوره‌ای ژاپن، که از خاستگاه آسمانی آفرینش ژاپن و امپراتوران آن سخن می‌گوید.

## زندگی
تنها سند زندگی او نیهون شوکی است. با این حال، ویرایش آن توسط پسرش، شاهزاده تونری انجام شده و این اثر در زمان همسر و فرزندانش نوشته شد و باعث می‌شود که صحت و بی‌طرفی آن مشکوک باشد. در مقدمه کوجیکی نیز مختصراً از وی نام برده شده است، زیرا وی به عنوان امپراتور نوشتن این کتاب را سفارش کرده است.
پدر تنمو در حالی که جوان بود درگذشت و او عمدتاً تحت هدایت مادرش، امپراتریس کوگیوکو بزرگ شد. از او انتظار نمی‌رفت که تاج و تخت را به‌دست‌آورد، زیرا برادرش امپراتور تنجی ولیعهد بود، که پسر بزرگتر مادرشان امپراتریس کوگیوکو بود.
در دوره تنجی، تنمو به عنوان ولیعهد منصوب شد. دلیل آن این بود که در آن زمان تنجی وارث مناسبی در میان پسران خود نداشت، زیرا هیچ‌یک از مادران آنها از درجه بالای طبقاتی برخوردار نبودند که بتوانند از حمایت سیاسی لازم برخوردار شوند. تنجی مشکوک بود که تنمو ممکن است آنقدر بلند پرواز باشد که بخواهد تاج و تخت را به دست بگیرد، و ضرورت تقویت موقعیت خود را از طریق ازدواج‌های سیاسی که دارای مزیت سیاسی بودند، احساس کرد.
تنجی به ویژه در بهبود نهادهای نظامی که در جریان اصلاحات تایکا تأسیس شده بودند، فعال بود.
در سن پیری، تنجی از یک همسر رده پایین صاحب پسری شد، شاهزاده اوتومو. از آنجا که اوتومو از حمایت سیاسی ضعیفی از بستگان مادری خود برخوردار بود، خرد عمومی آن زمان بر این عقیده بود که صلاحیت وی برای سلطنت ایده خوبی نیست، با این حال تنجی به این ایده اصرار داشت.
در سال ۶۷۱ تنمو احساس خطر کرد و داوطلبانه از سمت ولیعهد استعفا داد تا راهب شود. او رسماً به دلایل انزوا به کوه‌های یوشینو، ولایت یاماتو (اکنون یوشینو، نارا) نقل مکان کرد. او پسران و یکی از همسران خود، امپراتریس جیتو، دختر امپراتور تنجی را با خود برد. با این حال، او همه همسران دیگر خود را در پایتخت، اومیکئو در ولایت اومی (امروز در اتسو، شیگا باقی گذاشت.
یک سال بعد، (در ۶۷۲) امپراتور تنجی درگذشت و شاهزاده اوتومو به عنوان امپراتور کوبون به سلطنت رسید. تنمو ارتش را جمع کرد و از یوشینو به سمت شرق حرکت کرد تا در یک حرکت خلاف جهت عقربه‌های ساعت به پایتخت حمله کند. آنها از طریق ولایت ایگا و ولایت مینو لشکرکشی کردند تا اومیکئو را در استان مجاور تهدید کنند. ارتش تنمو و ارتش امپراتور جوان کوبون در قسمت شمال غربی ولایت مینو جنگیدند (امروزه سکیگاهارا، گیفو، حادثه ای معروف به شورش جینشین. ارتش تنمو پیروز شد و کوبون خودکشی کرد.
پس از او همسرش امپراتریس جیتو به سلطنت رسید.